# Curling-Weltmeisterschaft 2012
Die Curling-Weltmeisterschaft 2012 der Frauen und Männer wurden räumlich und zeitlich getrennt ausgetragen.

## Damen
Die Curling-Weltmeisterschaft der Damen 2012 fand vom 18. bis 27. März in Lethbridge (Alberta) in Kanada statt. Die Medaillen gingen an:
| Platz | Land     |
| ----- | -------- |
| 1     | Schweiz  |
| 2     | Schweden |
| 3     | Kanada   |

## Herren
Die Curling-Weltmeisterschaft der Herren 2012 fand vom 31. März bis 8. April in Basel in der Schweiz statt. Die Medaillen gingen an:
| Platz | Land       |
| ----- | ---------- |
| 1     | Kanada     |
| 2     | Schottland |
| 3     | Schweden   |